# Solsona (Ilocos Norte)
Solsona  (Bayan ng  Solsona) es un municipio filipino de tercera categoría perteneciente a  la provincia de Ilocos Norte en la Región Administrativa de Ilocos, también denominada Región I.

## Geografía
Tiene una extensión superficial de 166.23 km² y según el censo del 2007, contaba con una población de 22.202 habitantes y ? hogares; 22.990 habitantes el día primero de mayo de 2010

## Barangays
Solsona se divide, a los efectos administrativos, en 22 barangayes o barrios,
| - Aguitap - Bagbag - Bagbago - Barcelona - Bubuos - Capurictan - Catangraran - Darasdas - Juan (Pob.) - Laureta (Pob.) - Lipay | - Maananteng - Manalpac - Mariquet - Nagpatpatan - Nalasin - Puttao - San Juan - San Julián - Santa Ana - Santiago - Talugtog |